# La Jeunesse de Sherlock Holmes
La Jeunesse de Sherlock Holmes (en anglais : The Boy Sherlock Holmes) est une série de romans policiers pour la jeunesse écrits par Shane Peacock et mettant en scène le célèbre détective dans ses premières enquêtes.

## Synopsis
Dans le Londres de 1867, un crime horrible est commis à Whitechapel, un quartier pauvre et malfamé.
Le jeune Sherlock, 13 ans, est plus attiré par l'observation des gens dans la rue que par les études et il ambitionne une autre vie que ce que ses parents, aussi aimants soient ils, ont pu lui procurer. Le père, Wilberforce Holmes, professeur juif sans le sou et de basse extraction a épousé Rose Sherrinford, une jeune aristocrate mais cette union décriée les a rejetés en marge de la bonne société, les parents de Rose l'ayant déshéritée et bloquant tout poste d'enseignant à Wilberforce. La famille loge dans une masure du quartier de Southwark, Mycroft le frère aîné a trouvé un poste de fonctionnaire, la sœur cadette Violet est morte en bas âge.
Sherlock a un esprit rebelle et intuitif et son insatiable curiosité ainsi que la lecture du journal Police News le poussent sur les lieux du crime puis à apercevoir Adalji, le jeune arabe accusé par la police et qui clame son innocence. Cela suffit à la police pour arrêter Sherlock, le suspectant de complicité.
La visite en prison du docteur Doyle accompagné de sa fille Irène va permettre son évasion. Aidé d'Irène, Sherlock va devoir faire appel aux services de Maléfactor (futur Moriarty), le chef de la bande des Irréguliers, des gamins livrés à eux-mêmes dans les bas-fonds de la ville.
L'enquête parallèle qu'il mène va bouleverser et façonner son destin à tout jamais.

## Tomes
- Tome 1 : L'Œil du corbeau (en anglais Eye of the Crow, le titre canadien est L’Œil de la corneille, plus fidèle à l'histoire), éditions Milan, 2008. Illustrations de Thomas Ehretsmann, traduction de Pierre Corbeil  (ISBN 274593337X).
- Tome 2 : Death in the Air, traduit au Canada (Mort en suspens) mais pas encore publié en France
- Tome 3 : Vanishing Girl
- Tome 4 : The Secret Fiend